# Microsoft RoundTable

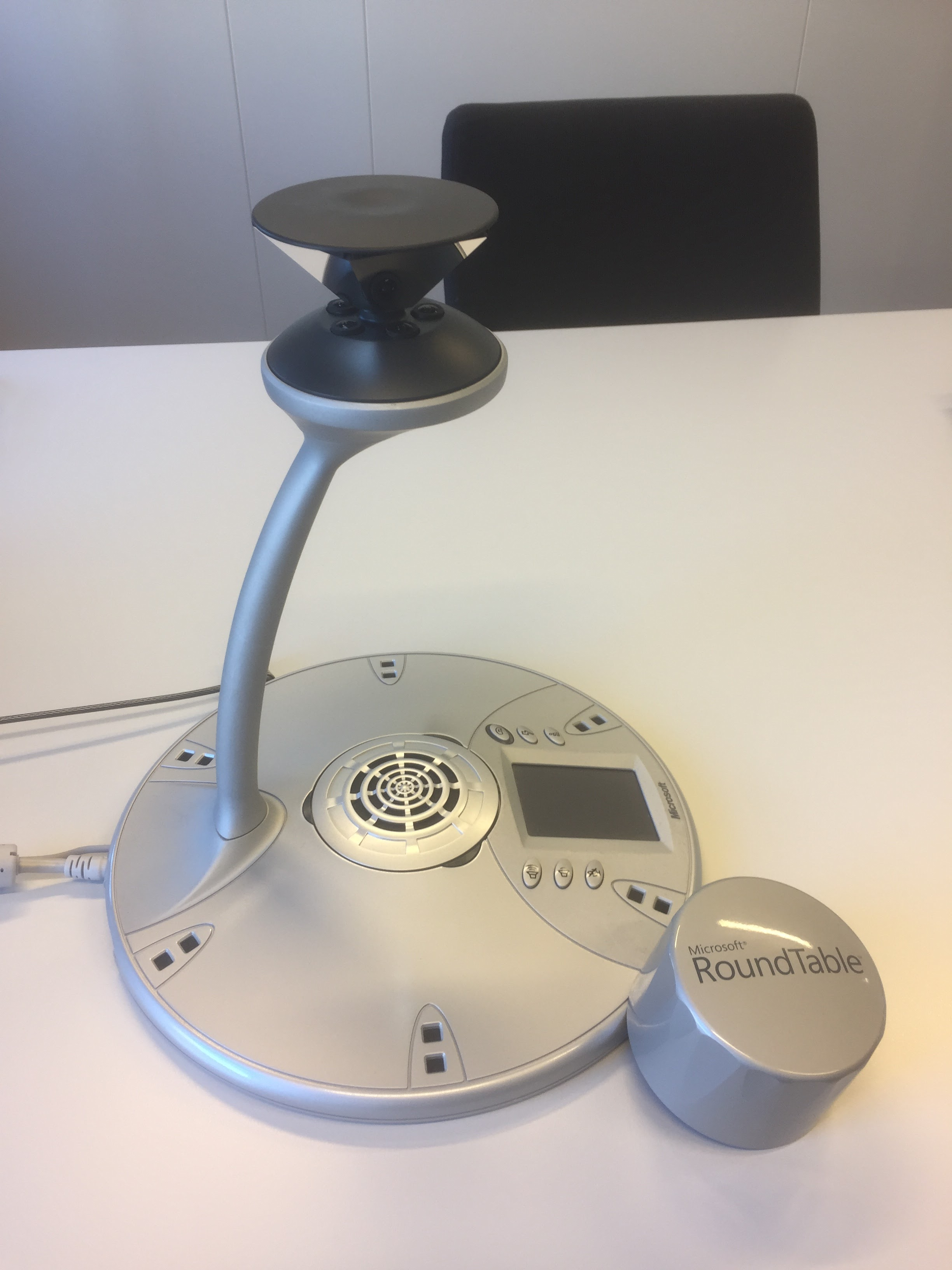
Microsoft RoundTable

Microsoft RoundTable（マイクロソフト・ラウンドテーブル）は、かつてマイクロソフトが販売していた、Microsoft Office Communications Server 2007やMicrosoft Office Live Meetingと連携する360度カメラを備えたビデオ会議デバイスであり、2007年に発売された。 RoundTableは、リモート会議の参加者に、会議テーブルの周りに座っている全員のパノラマビデオを提供した。さらに、RoundTableには、会議中に発言している人物（アクティブスピーカー）の高解像度ビデオを提供するアクティブスピーカー検出テクノロジーが実装されており、会話の流れをリアルタイムで追跡し、話者が切り替わるごとに映像も切り替える仕組みになっていた。
RoundTableは、標準のPSTNスピーカーフォンとしても機能するプラグアンドプレイUSBデバイスであった。
RoundTableで使用された中核技術は、マイクロソフトリサーチのRoss Cutlerらの研究者によって発明、開発された。 Ross CutlerとSenthil Velayuthamは、Microsoft Greenhouseの一部としてRoundTable製品グループを設立し、GM JeffFinanが率いてこのテクノロジを商品化した。デバイスのメインプロセッサのOSにはWindows CEを採用し、サポートするDSPチップセットでは他のOSを採用した。
2009年、RoundTableデバイスはポリコムにライセンス供与され、Polycom CX5000としてブランド名が変更された。機能はそのままにポリコムのデバイスとして再ブランド化された。ポリコムはその後、RoundTableファミリの製品として、1080p解像度のビデオをサポートするCX5100とCX5500の2つの新製品を発売した。 CX5100はディスプレイ、イーサネットポートは搭載されず、USBのみでつながるデバイスとなった。 CX5500は、Skype for Businessクライアントを実行しているPCに接続すると360度カメラとしてCX5100のように動作するが、スタンドアロンデバイスとしても音声VoIP電話として利用できる。

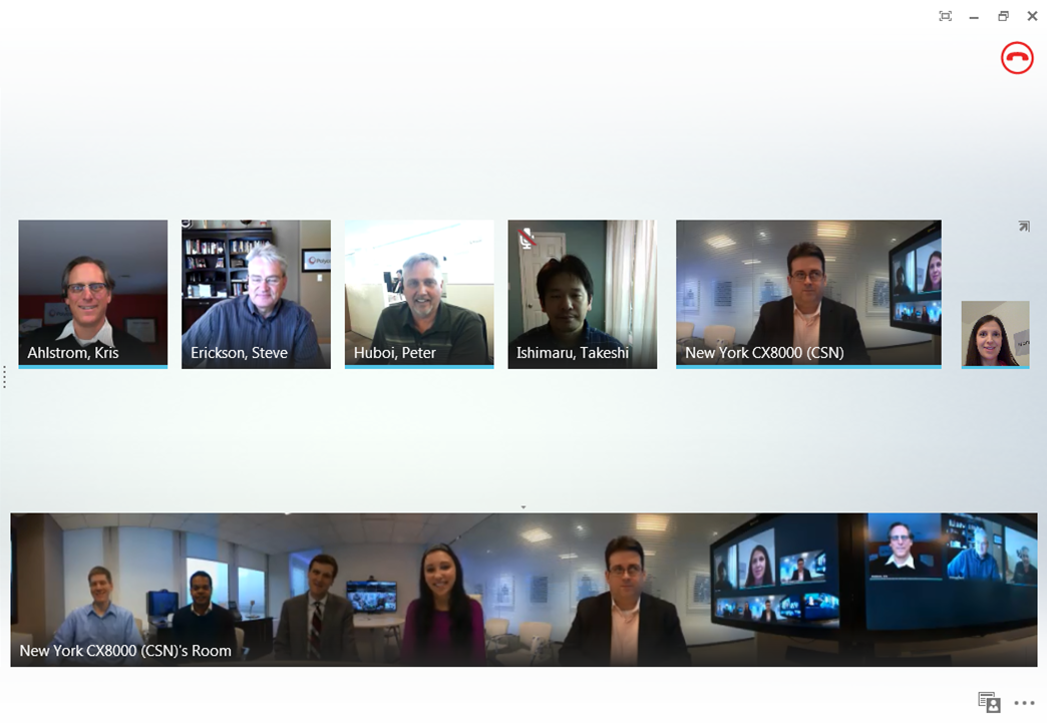
Polycom CX5100を使ってSkype for Businessクライアントからビデオ通話で表示される360度のパノラマビュー

### 商品レビュー
- RoundTableのInfoWorldレビュー
- RoundTableのPCワールドレビュー
- RoundTableのTMCNetレビュー